# Gorilla Biscuits
Gorilla Biscuits är ett amerikanskt hardcore-band från New York City.

## Medlemmar
Nuvarande medlemmar
- Anthony Civarelli - sång
- Walter Schreifels - gitarr
- Arthur Meow Smilios - bas
- Alex Brown - gitarr
- Luke Abb - trummor

Tidigare medlemmar
- Sammy Siegler - trummor
- Mark Hayworth - bas
- John Porcelly - bas
- Eric Fink - bas (1987)

## Diskografi
Demo
- 1987 - Original Demo Tape (kassett)[3]

Studioalbum
- 1988 - Gorilla Biscuits
- 1989 - Start Today

EP
- 1990 - Live at the Safari Club
- 1991 - Demos '86
- 1992 - A New Direction
- 1992 - Another Direction

Singlar
- 2006 - At The Matinee / Knee Deep In The Ocean Of Hate

Video
- 1991 - Live In N.Y.C. '91 (delad video med Agnostic Front och Sick of It All)